# Robert Benton
Robert Benton (Dallas, 29. rujna 1932. – New York City, 11. svibnja 2025.) bio je američki scenarist i filmski redatelj.

## Filmografija
- Loše društvo (1972.)
- The Late Show (1977.)
- Kramer protiv Kramera (1979.)
- U tišini noći (1982.)
- Mjesto u srcu (1984.)
- Nadine (1987.)
- Billy Bathgate (1991.)
- Ničija budala (1994.)
- Sumrak (1998.)
- Tragovi na duši  (2003.)

## Vanjske poveznice
- Robert Benton u internetskoj bazi filmova IMDb-u (engl.)